# メジェリ橋
メジェリ橋は、ドナウ川に架かる斜張橋。ハンガリーの首都ブダペストの西側ブダと東側のペシュトを繋ぐ。ブダペスト周辺の環状線「高速道路 M0」の重要な区間である。
橋の建設費は約3億円。2008年9月30日に正式に開通。
橋の新しい名称を決めるオンライン命名投票では、アメリカのコメディアン、スティーヴン・コルベアとジョン・スチュワートの名前が票を集めメディアの注目を浴びた。

## ギャラリー

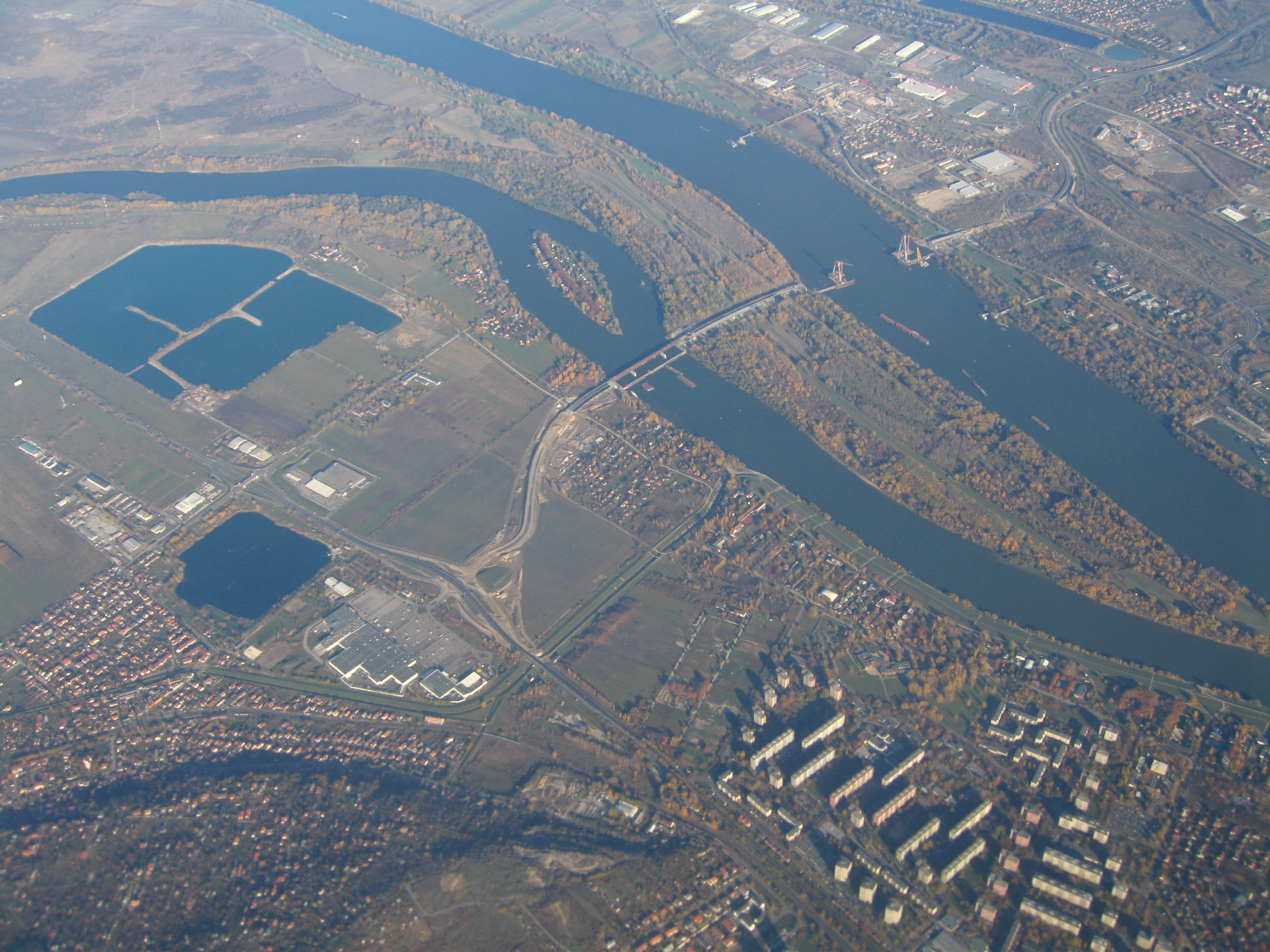
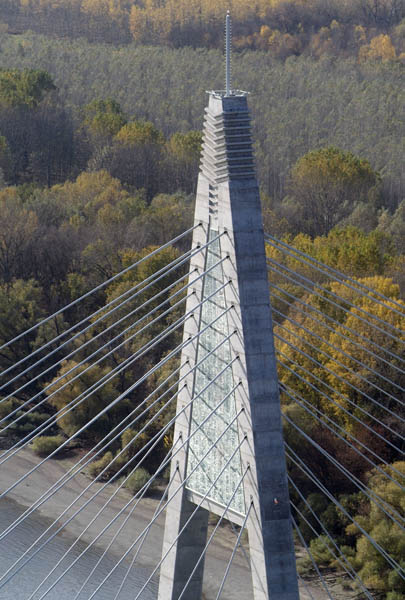
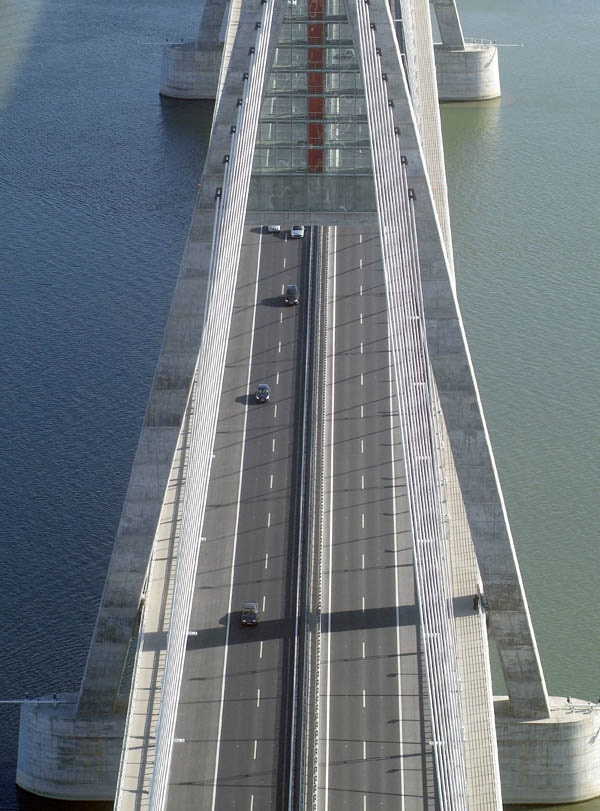
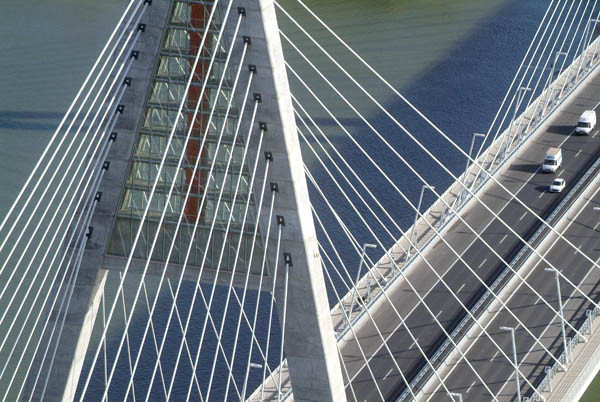
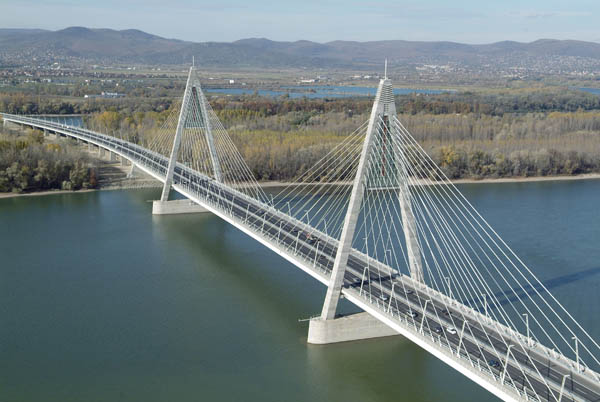
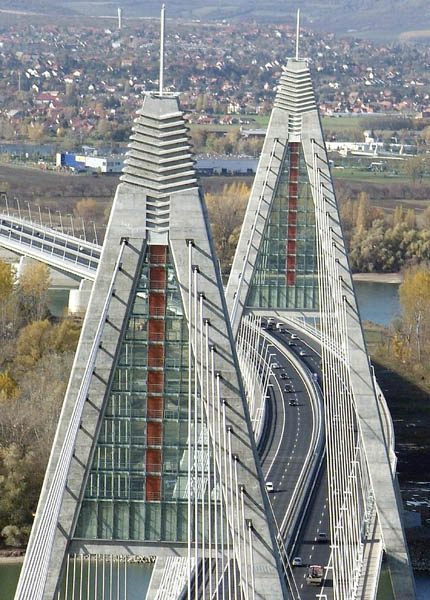
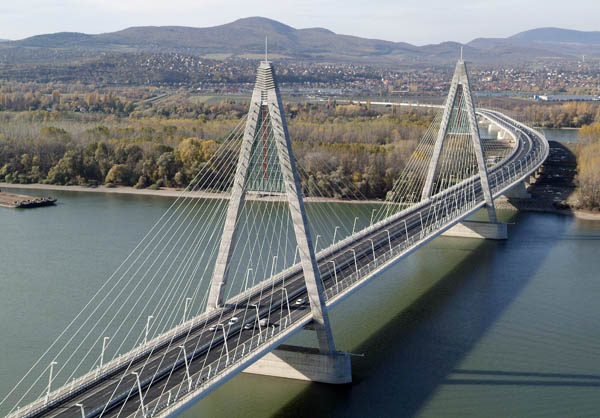

## 概要
橋の全長は1862m。構造的には5つの部分から構成されている。
1. 左岸水域橋：148m
2. ドナウ川主航路橋（ケーブルステッド）：590m、支間長300m
3. センテンドレ島（英語版）の水域の橋：559m
4. センテンドレ橋（ドナウブランチ）：332m
5. 右岸水域の橋：218m

## 命名投票
ハンガリー経済・運輸省は、新しい橋の名称候補を募集するため、インターネット上で一般投票を実施した。2006年8月21日まで新たな候補を募集し、9月8日に投票を終了した。
2006年8月1日、ロイターはオンライン投票の結果、最有力候補はアメリカのアクションスター、チャック・ノリスにちなんだ「チャック・ノリス橋」であると報じた（チャック・ノリスこの頃、人気の絶頂期にあった）。2006年8月9日、アメリカの風刺作家スティーヴン・コルベアが自身のコメディ番組『コルベア・レポー』でこの件を取り上げ、投票サイトにアクセスしてノリスではなく自身に投票するよう視聴者に促した。翌日、コルベアへの投票数は230倍に増加。2006年8月22日には「スティーヴン・コルベア橋」は1700万票で1位になり、2位の「ズリーンニ・ミクローシュ橋」（クロアチアとハンガリーの民族的英雄、ズリーニ・ミクローシュにちなんで名付けられた）に約1400万票差をつけ、ハンガリーの全人口である約700万人を上回る票差とした。同日、同サイトは、参加には登録が必要となる新たな投票を発表し、「スティーヴン・コルベア橋」は第2回でも上位を維持した。
2006年9月14日、駐米ハンガリー大使が『コルベア・レポー』で、スティーブン・コルベアが投票に勝利したと発表した。コルベアにとって不運だったのは、大使がハンガリーの法律では、コルベアはハンガリー語が堪能でなければならず、コルベアの名前を冠した橋を架けるためには故人でなければならないと宣言したことであった。しかし、その法を曲げることは可能だと言い、コルベアをハンガリーへ招き、実際に建設現場を見てもらい、ハンガリーのパスポートと1万フォリントをプレゼントした。コルベアは早速、その金で賄賂を贈ろうとした。

### 結果
| 名前                         | 得票数   | 得票率 |
| ---------------------------- | -------- | ------ |
| スティーヴン・コルベア橋     | 17231725 | 53%    |
| ズリーンニ・ミクローシュ橋   | 2062649  | 6%     |
| パト・パル橋                 | 1805118  | 6%     |
| ベトレン・ガーボル橋         | 1735587  | 5%     |
| フニャディ・マーチャーシュ橋 | 1478020  | 5%     |

| 名前                       | 得票数 | 得票率 |
| -------------------------- | ------ | ------ |
| スティーヴン・コルベア橋   | 93163  | 25%    |
| ジョン・スチュワート橋     | 85171  | 23%    |
| ズリーンニ・ミクローシュ橋 | 83966  | 23%    |
| ヨージェフ橋               | 37042  | 10%    |
| パール橋                   | 17354  | 5%     |

### メジェリ橋
2006年9月28日、この橋の名称は「メジェリ橋」となることが発表されたが、この名称は二次選考には残されていなかった。ハンガリーの委員会は、この橋がウーイペシュトメジェリとベーカーシュメジェリを結んでいると説明し、最終的な名称を正当化した。